# Victor Beigel
Victor Beigel (Londres, 19 de maig, 1870 – Elstead (Surrey), 7 de novembre, 1930), va ser un pianista i professor de cant anglès d'origen hongarès.
Beigel va ser un professor de cant reconegut internacionalment. Entre les seves amistats hi havia el pintor John Singer Sargent, la dissenyadora d'interiors Sybil Colefax i els compositors John Ireland i Percy Grainger, els assajos del cor dels quals va acompanyar al piano durant molts anys. També va ser amic del seu alumne Gervase Elwes, i després de la seva mort el 1921 va fundar el "Gervase Elwes Memorial Fund" (més tard Musicians Benevolent Fund ) per donar suport als joves músics. Entre els seus alumnes també hi havia Lauritz Melchior, Anita Patti Brown, John Goss i Monica Harrison  Durant la Primera Guerra Mundial va oferir i organitzar concerts benèfics en suport al fons de concerts dels soldats ferits.